# Théodore Mel Eg
 (juillet 2019).
Si vous disposez d'ouvrages ou d'articles de référence ou si vous connaissez des sites web de qualité traitant du thème abordé ici, merci de compléter l'article en donnant les références utiles à sa vérifiabilité et en les liant à la section « Notes et références ».
Théodore Mel Eg  est un homme politique ivoirien né le 10 juillet 1952 à Abidjan (Côte d'Ivoire) et mort le 11 juillet 2019 à Bonneville (Haute-Savoie),.

## Biographie
Il naît le 10 juillet 1952 à Abidjan, de Jean-Baptiste Mel Eg et Louise Mel Logbo.
Il effectue ses études universitaires en France de 1973 à 1977 (Paris et Grenoble).
Il a été dirigeant de plusieurs sociétés (GTE Télécom, Assurex, directeur de Telecom Engineering S.A. du Groupe COGEPAR-UNIWARRANT de Dioulo Emmanuel et Henri Banchi).

### Carrière
Sa carrière politique commence dès son retour en Côte d'Ivoire en 1977, où il devient président du comité de base Riviera II pour le PDCI. En 1980, lors des élections municipales, il est élu conseiller municipal de Cocody et 2e maire adjoint chargé de la jeunesse et des Affaires sociales (mandat 1980-1985). En 1986, il est nommé directeur de cabinet du maire d'Abidjan (jusqu'en 1990), puis est élu maire de Cocody de 1990 à 2001, ancien Ministre de la Jeunesse, du sport et de la salubrité urbaine.
Par ailleurs, il est membre du Conseil économique et social de 1986 à 2000 (avec une interruption entre 1990 et 1995), où il est secrétaire du Bureau de 1995 à 2000. Par ailleurs, il occupe diverses fonctions au PDCI, et est nommé Commissaire Général des Afromusiques (de 1997 à 2000) et Consul honoraire du Mexique en 1997.
À partir de janvier 2000, il est le président de l'Union pour la démocratie citoyenne (UDCY). Élu député en décembre 2000, il participe aux négociations de Linas-Marcoussis en France, destinées à mettre fin à la guerre civile, au titre de l'UDCY. Il signe les accords de Marcoussis, puis devient ministre de l'Intégration régionale et de l'Union africaine dans le gouvernement d’union nationale issue de ces accords. Il est successivement ministre de la Ville et de la Salubrité dans le gouvernement Soro I, puis ministre de la Jeunesse, des Sports et de la Salubrité urbaine dans le gouvernement Soro II. Anciennement Secrétaire national aux Finances et membre du bureau politique du PDCI, Théodore Mel Eg, après avoir créé l'UDCY, se rallie avec ce parti au CNRD, proche de Laurent Gbagbo.

### Vie privée
Théodore Mel Eg est également connu comme un fervent chrétien évangélique, chancelier de l'Église de la nouvelle alliance chrétienne. Marié et père de 5 enfants, Mel Eg Théodore est aussi écrivain et peintre.

## Distinctions
- Commandeur de l'ordre national de Côte d'Ivoire
- Officier du Mérite Culturel Ivoirien

## UDCY
En 2000, Théodore Mel Eg fonde l'Union pour la démocratie citoyenne (UDCY) et en est le président jusqu'à sa mort en 2019.
Depuis le congrès extraordinaire du 11 janvier 2020, ce petit parti est présidé par Gnanzi Guéla Anicet, auparavant secrétaire général. Le nouveau secrétaire général est Kouadio Marcelin Douka. Le renouvellement s'est également effectué dans les structures spécialisées : la JDCY (Jeunesse démocratique et citoyenne) avec l'élection de Serges Innocent Téré, l'UDEFCY (Union des femmes citoyenne) avec à sa tête Péhou Ursule et la CEMUDCY (Cellule des enseignants citoyens) avec à sa tête Béhira Blin.